# 喝爽鋪酒
喝爽铺酒是中式婚禮的一個習俗，“喝爽铺酒”乃在陕北之称呼，以小饮为爽，故名，其他地区有不同称呼。又因爽是快意，新婚是人生之快事，故名爽铺酒。
具体做法是在新婚的当日晚上，由伴娘、女眷、女宾陪新娘在新房内饮酒，原意是让包办婚姻中两个从未谋面的新人以酒放松，赶快抛弃生疏、羞耻之心，对后面更为露骨的闹房项目放下心防，尽量配合，最终以圆房来完成生殖繁衍、传宗接代之使命。此时闹洞房多为来宾频频敬酒，试图将新人灌醉。
此俗现于中国大陆却已堕落为无耻下流之徒将新娘灌醉，乘机非礼、猥亵，甚至性侵新娘之藉口，以至有新娘于洞房里被灌醉后惨遭强奸之事发生。